# Gangnam (métro de Séoul)
Pour les articles homonymes, voir Gangnam.
Gangnam (hangeul : 강남 ; hanja : 江南) est une station de correspondance entre la ligne 2 et la ligne Sin Bundang du métro de Séoul. Elle est située 396 et 390 Gangnam-daero, quartier Yeoksam-dong, dans l'arrondissement Songpa-gu, en limite de Gangnam-gu, à Séoul en Corée du Sud.
Ouverte en 1982 et station de correspondance en 2011, la station est desservie par les rames omnibus qui circulent sur la ligne 2 et la ligne Sin Bundang.

## Situation sur le réseau

Plan du réseau (2023)

Établie en souterrain, la station Gangnam est une station de correspondance entre la ligne 2 et la ligne Sin Bundang.
Sur la ligne principale circulaire de la ligne 2, elle est située entre la station Yeoksam, en direction de Hôtel de Ville, rotation dans le sens des aiguilles d'une montre sur la section circulaire, et la station Université nationale de pédagogie de Séoul, en direction de Hôtel de Ville, rotation dans le sens inverse des aiguilles d'une montre sur la section circulaire ; 
Sur la ligne 9, entre la station Bongeunsa, en direction du terminus nord/ouest Gaehwa, et la station Samjeon, en direction du terminus sud/est VHS Medical Center.

## Histoire
La station Gangnam est mise en service le 23 décembre 1982, lors de l'ouverture à l'exploitation du tronçon de Complexe sportif à Université nationale de pédagogie de Séoul'.
Le 28 octobre 2011, elle devient une station de correspondance avec l'ouverture de la station de la ligne Sin Bundang,. Selon un sondage réalisé par un ministère sud-coréen cette même année 2011, une moyenne de plus de 110 000 personnes transitent par la station Gangnam chaque jour, la rendant la plus achalandée de tout le réseau de transport en commun public du pays.

## Services aux voyageurs

### Accès et accueil
Établie au 396 et au 390 Gangnam-daero, la station dispose de douze accès, numérotés de 1 à 12. Les stations, qui ne se supperposent pas, sont situées au troisième sous-sol. Pour les échanges entre la surface est les trois sous-sol elle est équipée d'escaliers, d'escaliers mécaniques et d'ascenseurs. La billetterie dispose d'automates notamment pour les titres de transport et la recharge des cartes

### Desserte

#### Station ligne 2
Dangsan, est une station de la ligne 9, avec deux quais latéraux équipés de portes palières.

Installations ligne 2
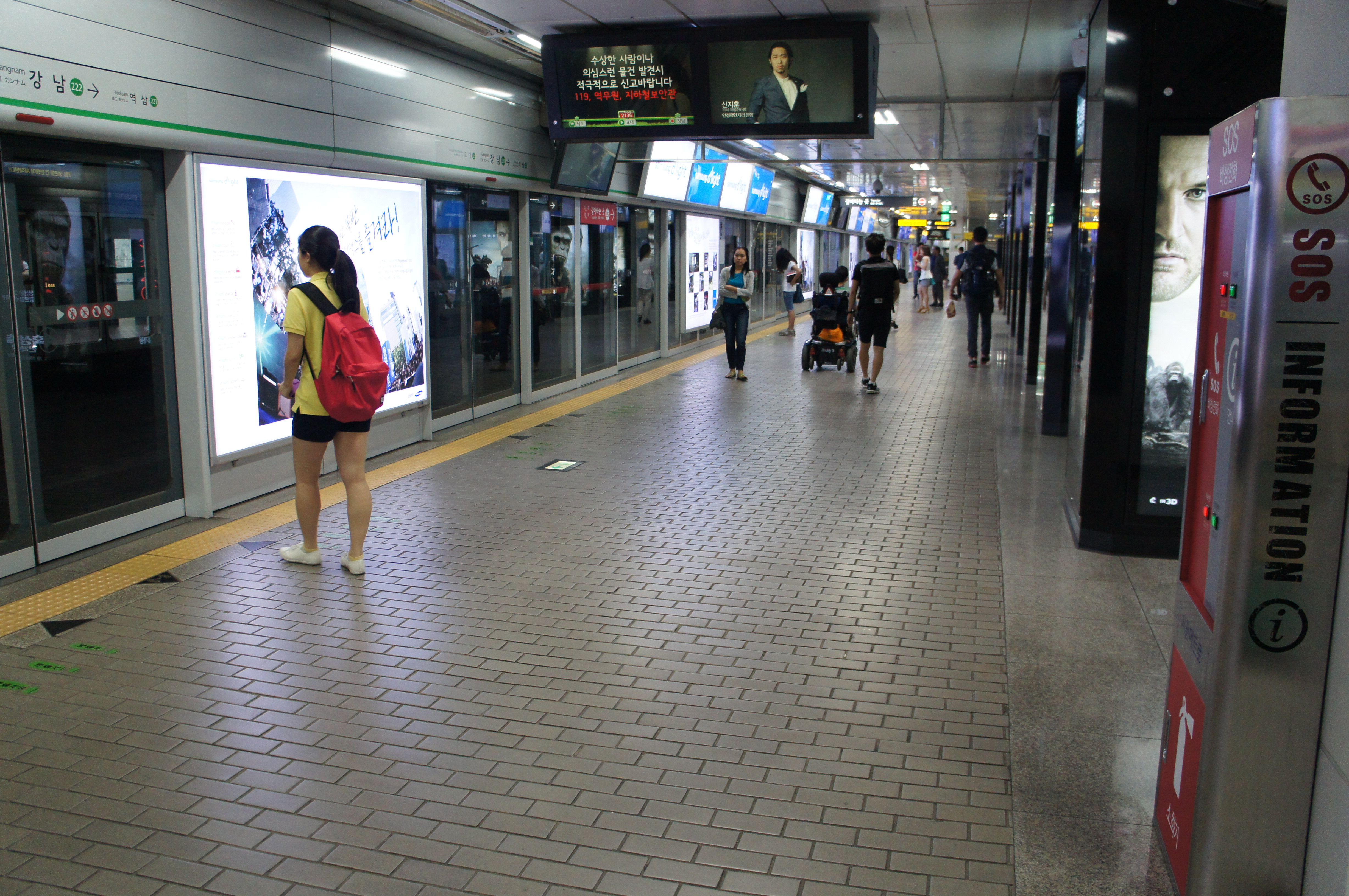
En 2014.
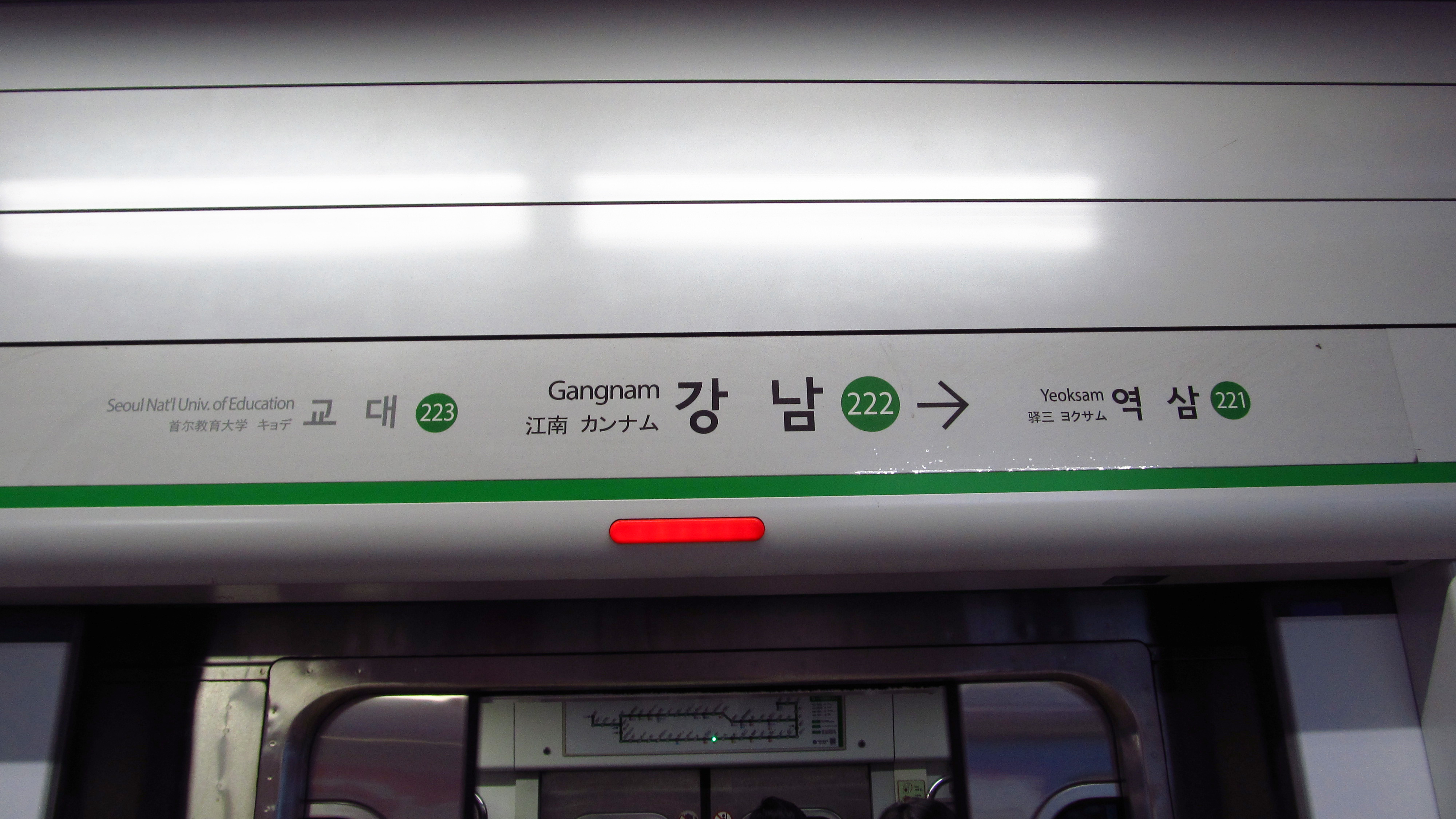
En 2018.
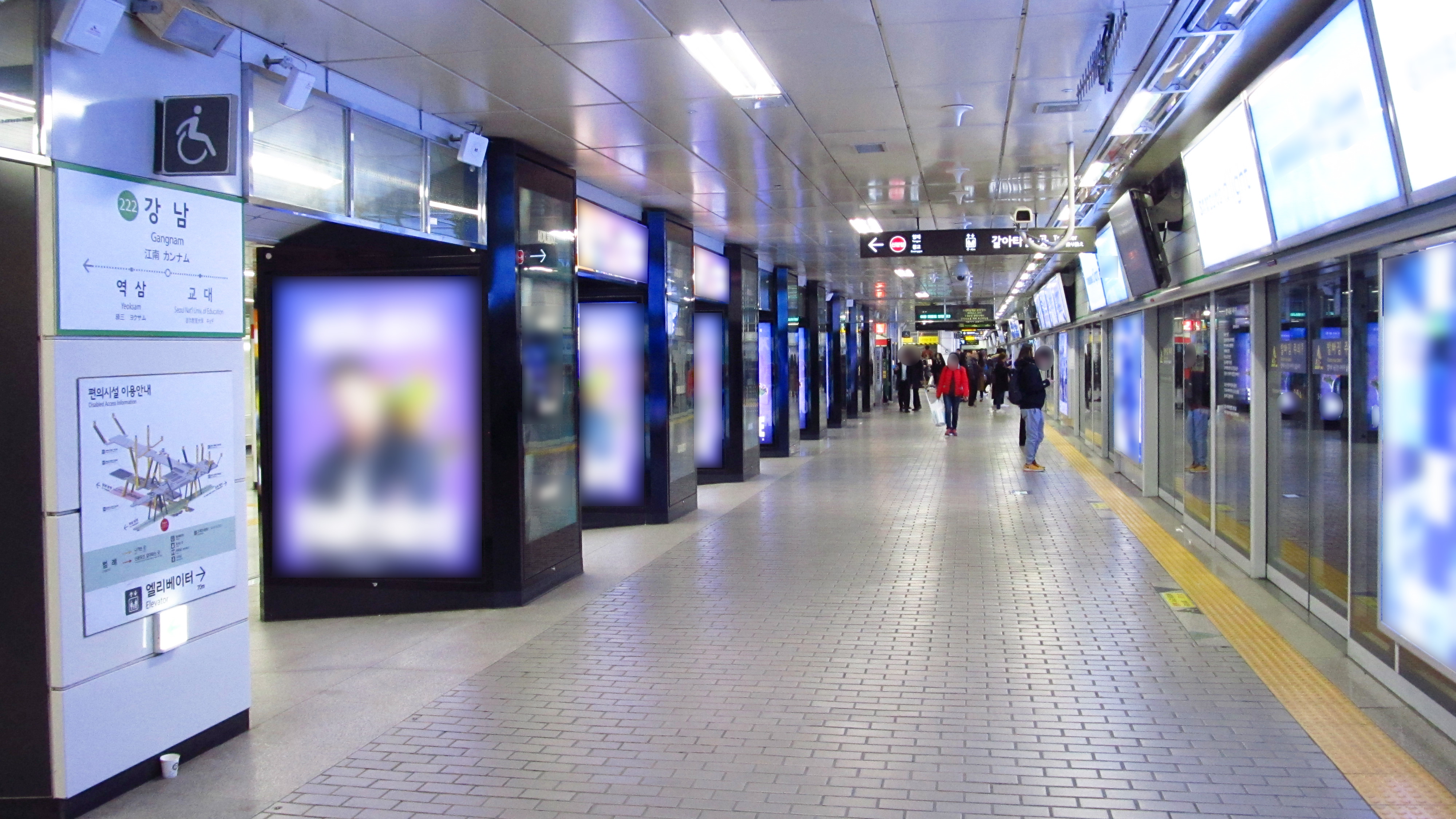
En 2018.

#### Station ligne Sin Bundang
Dangsan, est une station de la ligne Sin Bundang, avec deux quais latéraux équipés de portes palières.

Installations ligne Sin Bundang
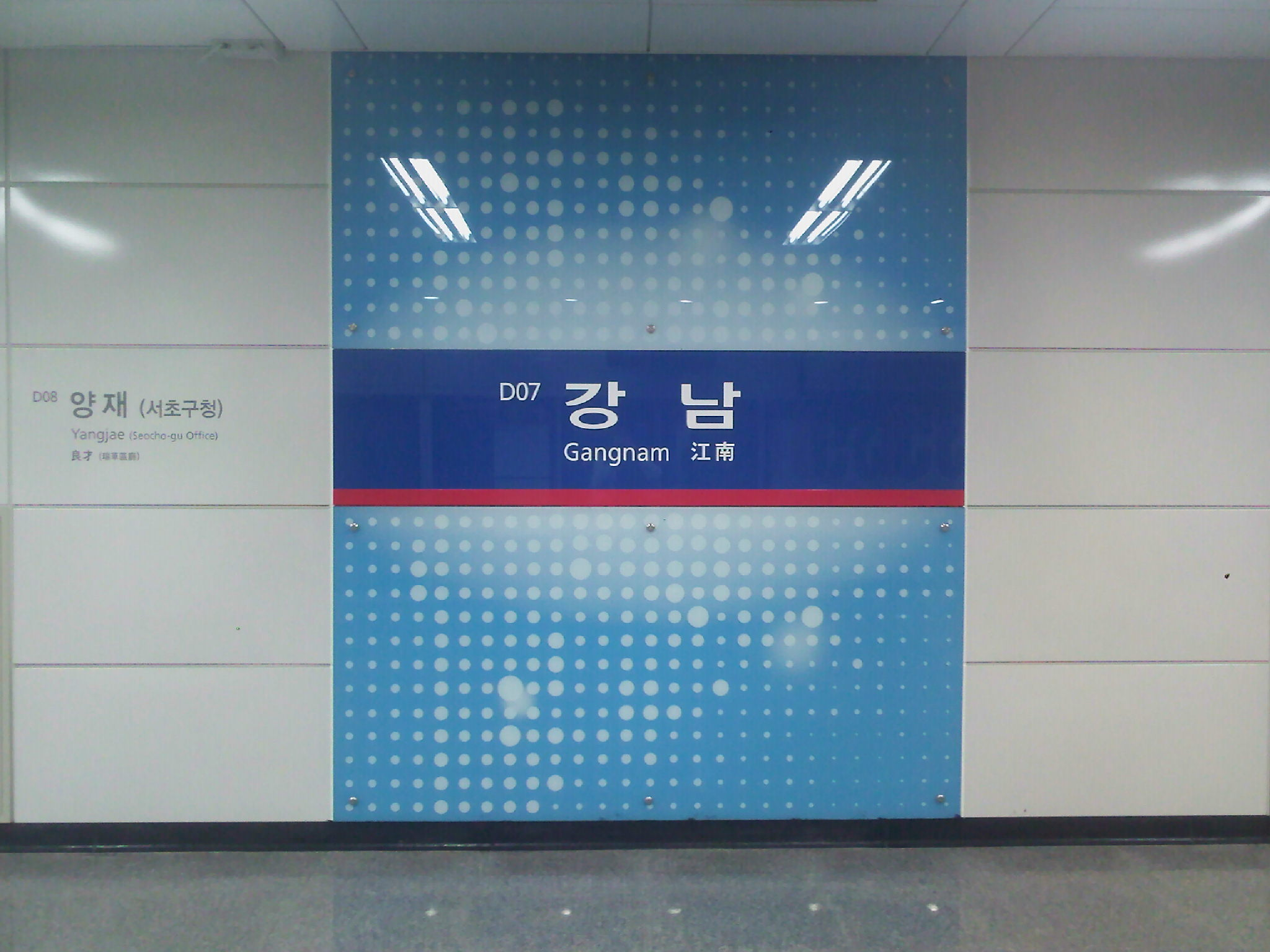
En 2011.
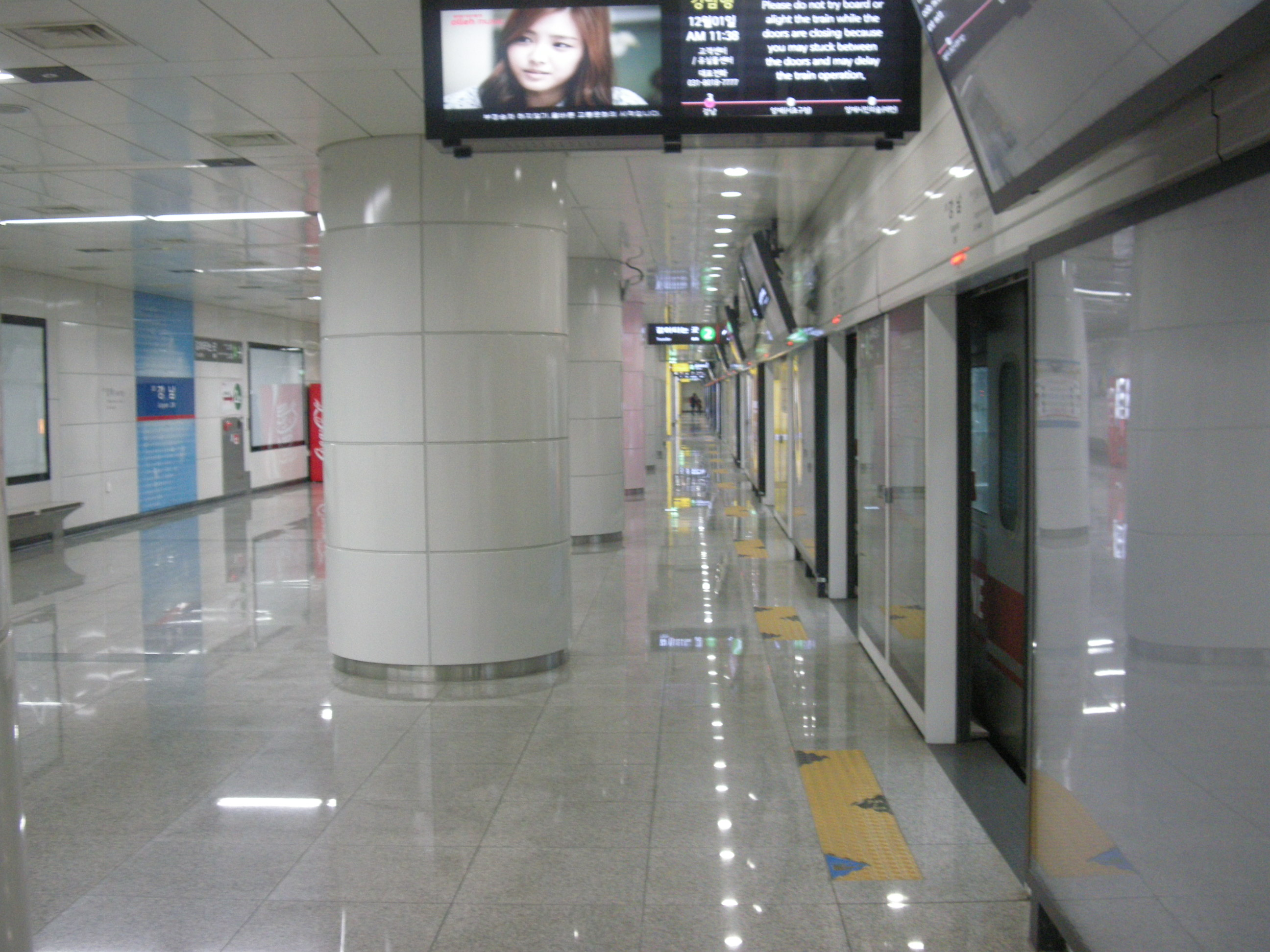
En 2012.

### Intermodalité
Des arrêts de bus sont situés à proximité des bouches du métro.

## À proximité
On y trouve notamment : la Bibliothèque nationale (centre de thèse) et l'Office coréen de la propriété intellectuelle (Office de Séoul).